# UTC+0:30
UTC+00:30 foi usado pela casa real britânica, sendo conhecido como Horário de Sandringham. Deixou de ser usado em 1936.
Longitude ao meio: 07º 30' 00" L